# Уретрит
Уретрит — запалення слизової оболонки сечовипускного каналу (уретри). Уретрит зустрічається частіше в чоловіків молодого і середнього віку, які ведуть активне статеве життя. Факторами ризику є безладні численні статеві стосунки, недотримання належної гігієни статевого життя.

## Класифікація
- За джерелом виникнення:
  - Первинний
  - Вторинний

- За клінічним перебігом:
  - Гострий
  - Хронічний

- Інфекційний
- Не інфекційний:
  - травматичний[3]
  - алергічний

## Етіологія
Причиною виникнення уретриту в більшості випадків є потрапляння інфекції при статевих стосунках. Домінує як гонорейна етіологія, також часто спричиняється трихомонадою, хламідіями, неспецифічною бактеріальною (10 % усіх хворих негонококковими уретритами) або вірусною інфекцією, грибками.

## Клінічні прояви

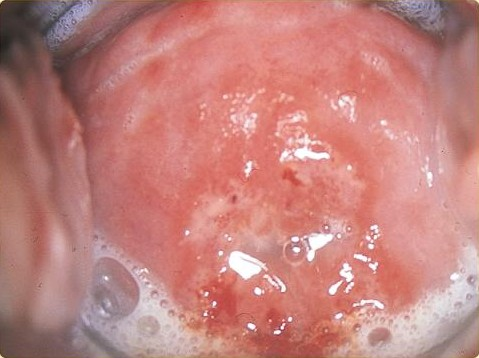
Неспецифічний уретрит у жінок

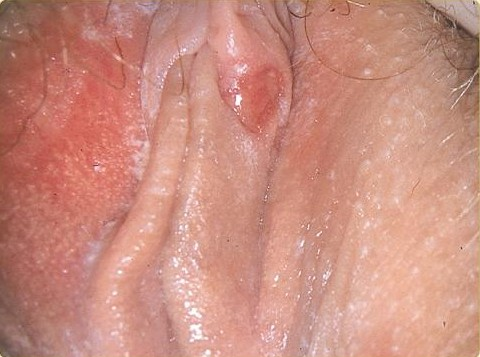
Приклад жіночого уретриту

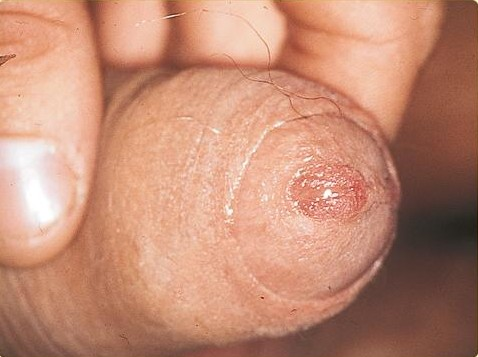
Приклад чоловічого уретриту

Інкубаційний період для більшості уретритів залишається невідомим і складає від декількох годин до декількох місяців.
- Для гострого уретриту характерно: виділення з уретри, набряк та почервоніння зовнішнього вічка уретри, дизурія (порушене сечовипускання).
- Для хронічного та в'ялого (торпідного) уретриту: загальна симптоматика скудна та малопомітна, виділення незначні або взагалі відсутні, є дискомфорт у сечоводі, але іноді його немає.

## Діагностика
- мікроскопічне та бактеріоскопічне дослідження зішкребу з уретри, дозволяє провести кількісну і якісну оцінку клітинних елементів (лейкоцитів, епітелію), а також виявити різні мікробні асоціації;
- бактеріологічне дослідження (посів на живильні середовища) дозволяє ідентифікувати мікробні організми, оцінити їх чутливість до антибактеріальних препаратів;
- клінічні дослідження: дослідження методом ІФА, МФА та ПЛР (для виключення хламідійної, уреаплазмової, вірусної та інших інфекцій), трьох-склянкова проба сечі, аналіз простатичного соку, загальний аналіз крові, глюкоза крові.

Для уретритів характерне збільшення кількості лейкоцитів зішкребу з уретри, поява епітеліальних клітин. У загальному аналізі крові, як правило, змін не виявляється. У трьохсклянковій пробі сечі виявляються зміни в перших порціях, які характеризуються підвищеною кількістю лейкоцитів. При ускладненні уретриту простатитом виявляються характерні зміни в аналізі простатичного соку.

## Лікування
Надзвичайно важливим є виявлення збудника уретриту та визначення його чутливості до антибіотиків.
Основою етіотропної терапії при не специфічному уретриті є застосування антибіотиків широкого спектра дії, а також антимікробних препаратів різних груп (сульфаніламіди, нітрофурани та інші). Прийом антибактеріальних засобів поєднують із прийомом препаратів, що потенціюють їхню дію метилурацилом, пентоксилом. За показаннями можуть призначатися біостимулятори, імуномодулятори, полівітаміни та інші. Місцеве лікування — інстиляціями та зрошенням уретри при гострому запальному процесі в уретрі протипоказані! Обов'язковим є сувора дієта з повним виключенням алкогольних напоїв, гострих страв, приправ, спецій.
Критеріями ефективності лікування є: відсутність виділень, нормалізація акту сечовипускання, нормалізація аналізів сечі.